# Alfred Dorfer
 (avril 2023).
Si vous disposez d'ouvrages ou d'articles de référence ou si vous connaissez des sites web de qualité traitant du thème abordé ici, merci de compléter l'article en donnant les références utiles à sa vérifiabilité et en les liant à la section « Notes et références ».
Alfred Dorfer (né le 11 octobre 1961 à Vienne) est un humoriste et acteur autrichien.

## Biographie
En 1980, Alfred Dorfer obtient sa maturité et commence à étudier le théâtre et la germanistique à l'université de Vienne. Deux ans plus tard, il arrête les études pour suivre une formation de comédien auprès de Herwig Seeböck et Reinhard Tötschinger. En 2005, il reprend ses études et est diplômé en 2007 pour une thèse traitant de l'humour dans les dictatures européennes du XXe siècle.
Dorfer devient comédien en 1982 et est engagé l'année suivante au Theater in der Josefstadt. En 1990, il met en scène Educating Rita pour le Volkstheater. En 1991, il connaît avec le succès avec la pièce Indien qu'il a écrite avec Josef Hader et qui obtient l'Österreichischer Kleinkunstpreis. En 1993, Dorfer été le premier artist dans le nouveau programme  Kabarett Direkt, à la radio Ö1, qui diffuse en direct un karbarett programme complet.
Après un premier succès avec la troupe Schlabarett à partir de 1984, Dorfer écrit son premier spectacle en 1989 avec Josef Hader. En 1993, il donne son premier spectacle solo. Chaque spectacle donne lieu à une tournée en Autriche et en Allemagne, où il se produit parfois au Berliner Kabarett Anstalt.
En 1993, Alfred Dorfer et Josef Hader adapte Indien pour le cinéma avec le réalisateur Paul Harather (de). Avec Harald Sicheritz, il tourne Muttertag puis Freispiel. Il tient le rôle principal dans Qualtingers Wien.
En 1998 débute la série télévisée MA 2412, dans laquelle Dorfer joue M. Weber. En 2003, la série donne lieu à un film.
De 2004 à 2010, Dorfer est le principal intervenant du late-night show satirique Dorfers Donnerstalk sur ORF eins. En 2016, il participe à l'émission humoristique Die Anstalt.
En janvier 2019, il divorce de son épouse après quatorze ans de mariage.
En février 2022, il porte plainte devant la Cour constitutionnelle, avec d'autres artistes, à propos de l'inégalité de traitement entre les rassemblements religieux et culturels durant la pandémie de Covid-19.
En octobre 2024, Dorfer joue son programme actuellement, "Gleich", à la radio Ö1,[source insuffisante].

## Style artistique
Selon Liechtenstein centre de theatre, Alfred Dorfer est "l'un de plus importants artistes et écrivains dans le monde allemand" aujourd'hui. Il est un de "plus populaires cabarettistes" en Autriche, mais Dorfer est le seul comédien autrichien major qui est reconnu ("entendre humoristiquement") dans tous le monde allemand. Généralement, Dorfer parle Allemand Autrichien Standard dans son programme, mais avec plusieurs éléments dialectaux dans les shows pour un audience autrichien. Dorfer est un artiste qui "ne travaille pas toujours selon les cours artistiques dominants", mais suit son instinct politique et culturel.

## Filmographie
Cinéma
- 1992 : Le fils de Roberta
- 1992 : Muttertag
- 1993 : Indien
- 1995 : Freispiel
- 1998 : Qualtingers Wien
- 1998 : Hinterholz 8
- 1999 : Wanted
- 2002 : Poppitz
- 2003 : Ravioli (de)
- 2003 : MA 2412 – Die Staatsdiener
- 2007 : Freigesprochen (de)
- 2009 : Das Zimmer im Spiegel (de) (voix)
- 2010 : 3faltig
- 2013 : Bad Fucking (de)

Télévision
- 1993 : Cappuccino Melange (de)
- 1998–2002 : MA 2412
- 2002 : Natur im Garten: Die nackte Wahrheit (série)
- 2013 : Tatort: Zwischen den Fronten (de)
- 2025 : Kommissar Rex

Théâtre
- 2020 : Figaro (mise en scène)[13]